# Edita Pučinskaitė
Edita Pučinskaitė (nascida em 27 de novembro de 1975) é uma ex-ciclista lituana que competiu no ciclismo nos Jogos Olímpicos de Verão de 2004 e 2008, representando a Lituânia.
Durante vários anos, foi uma das melhores competidoras do ciclismo feminino, com uma vitória no Campeonato Mundial UCI de ciclismo em 1999.